# Шульговский, Валерий Викторович
Валерий Викторович Шульговский (3 января 1941, Москва — 18 августа 2023, там же) — советский и российский нейрофизиолог, доктор биологических наук (1982), профессор кафедры высшей нервной деятельности МГУ.

## Биография
Окончил биолого-почвенный факультет МГУ (1963) и его аспирантуру (1966). В 1967 году защитил кандидатскую диссертацию:
- Активность нейронов при формировании искусственной (поляризационной) и условнорефлекторной доминант : диссертация … кандидата биологических наук : 03.00.00. — Москва, 1967. — 182 с. : ил.

Работал там же: лаборант, ассистент, старший преподаватель, доцент, профессор, в 1987—2014 годах заведующий кафедрой высшей нервной деятельности, с 2014 года профессор кафедры.
В 1982 году защитил докторскую диссертацию:
- Нейронная организация специализированных инструментальных движений : диссертация … доктора биологических наук : 03.00.13. — Москва, 1982. — 306 с. : ил.

В 1990 году присвоено звание профессора.
Читал курсы «Фундаментальные основы практической биологии», «Нейробиология», «Психофизиологические основы деятельности человека», «Физиология высшей нервной деятельности», «Введение в психофизиологию», «Сравнительная морфология и анатомия нервной системы», «Физиология центральной нервной системы».
Заслуженный профессор Московского университета (2005).
Сфера научных интересов: нейрофизиология, физиология высшей нервной деятельности.
Автор (соавтор) 103 статей, 9 книг, 11 учебных курсов, 90 докладов на конференциях, 2 патентов.

## Сочинения
- Современные методы электрофизиологического эксперимента [Текст] : Учеб. пособие. — Москва : Изд-во МГУ, 1978. — 82 с. : ил.; 21 см.
- Нейрофизиология [Текст] : учебник / В. В. Шульговский. — Москва : КНОРУС, 2017. — 272 с. : ил., табл. — (Бакалавриат).; ISBN 978-5-406-05953-1
- Основы нейрофизиологии : учеб. пособ. для студентов вузов, обучающихся по направлениям «Психология» и «Биология» / В. В. Шульговский. — 2-е изд., испр. и доп. — Москва : Аспект Пресс, 2005. — 284, [1] с. : ил.; 22 см.
- Физиология целенаправленного поведения млекопитающих / В. В. Шульговский. — Москва : Изд-во МГУ, 1993. — 221,[2] с. : ил.; 23 см; ISBN 5-211-02482-6
- Физиология центральной нервной системы : [Учеб. для студентов биол. и мед. специальностей вузов] / В. В. Шульговский. — Москва : Изд-во Моск. ун-та, 1997. — 396,[1] с. : ил.; 23 см; ISBN 5-211-03058-3
- Нейрофизиология [Текст] : учебник / В. В. Шульговский. — Москва : Кнорус, 2016. — 272 с. : ил., табл.; 20 см. — (ФГОС 3+. Бакалавриат).; ISBN 978-5-406-05394-2
- Основы нейрофизиологии : Учеб. пособие для студентов вузов, обучающихся по направлениям «Психология» и «Биология» / В. В. Шульговский. — Москва : Аспект Пресс, 2002. — 275, [2] с. : ил.; 22 см. — (Neuron).; ISBN 5-7567-0134-6
- Основы нейрофизиологии : Учеб. пособие для студентов вузов, обучающихся по направлениям «Психология» и «Биология» / В. В. Шульговский. — Москва : Аспект Пресс, 2000. — 275, [2] с. : ил.; 22 см. — (Neuron).; ISBN 5-7567-0134-6
- Физиология высшей нервной деятельности с основами нейробиологии : учебник для студентов биологических специальностей вузов / В. В. Шульговский. — Москва : Академия, 2003 (ГУП Сарат. полигр. комб.). — 460, [2] с. : ил., табл.; 22 см. — (Высшее образование).; ISBN 5-7695-0969-4
- Сравнительная физиология анализаторов / В. В. Шульговский, В. Г. Ерченков; МГУ им. М. В. Ломоносова. — Москва : Изд-во МГУ, 1989. — 167,[1] с. : ил.; 20 см. — (Биология).; ISBN 5-211-01154-6
- Сравнительная физиология высшей нервной деятельности человека и животных : Сб. науч. тр. / АН СССР, МГУ; Отв. ред. В. В. Шульговский. — Москва : Наука, 1990. — 212,[1] с. : ил.; 21 см; ISBN 5-02-007232-X